# Russell (Kansas)
Russell es una ciudad ubicada en el condado de Russell en el estado estadounidense de Kansas. En el año 2020 tenía una población de 4401 habitantes y una densidad poblacional de 350 personas por km².

## Geografía
Russell se encuentra ubicada en las coordenadas 38°53′23″N 98°51′26″O / 38.88972, -98.85722 (38.889807, -98.857113).

## Demografía
Según la Oficina del Censo en 2000 los ingresos medios por hogar en la localidad eran de $26,217 y los ingresos medios por familia eran $37,813. Los hombres tenían unos ingresos medios de $25,109 frente a los $17,757 para las mujeres. La renta per cápita para la localidad era de $15,690. Alrededor del 14.3% de la población estaban por debajo del umbral de pobreza.